# Нова Волиця
Нова Волиця — пасажирський зупинний пункт Коростенської дирекції Південно-Західної залізниці (Україна), розташований на дільниці Житомир — Фастів I між зупинними пунктами Скригалівка (відстань — 3 км) і Унава (4 км). Відстань до ст. Житомир — 87 км, до ст. Фастів I — 14 км.

## Історія
Розташований у селі Волиці Фастівського району.
Відкритий 1965 року. 2011 року дільницю, на якій розташована платформа, електрифіковано.

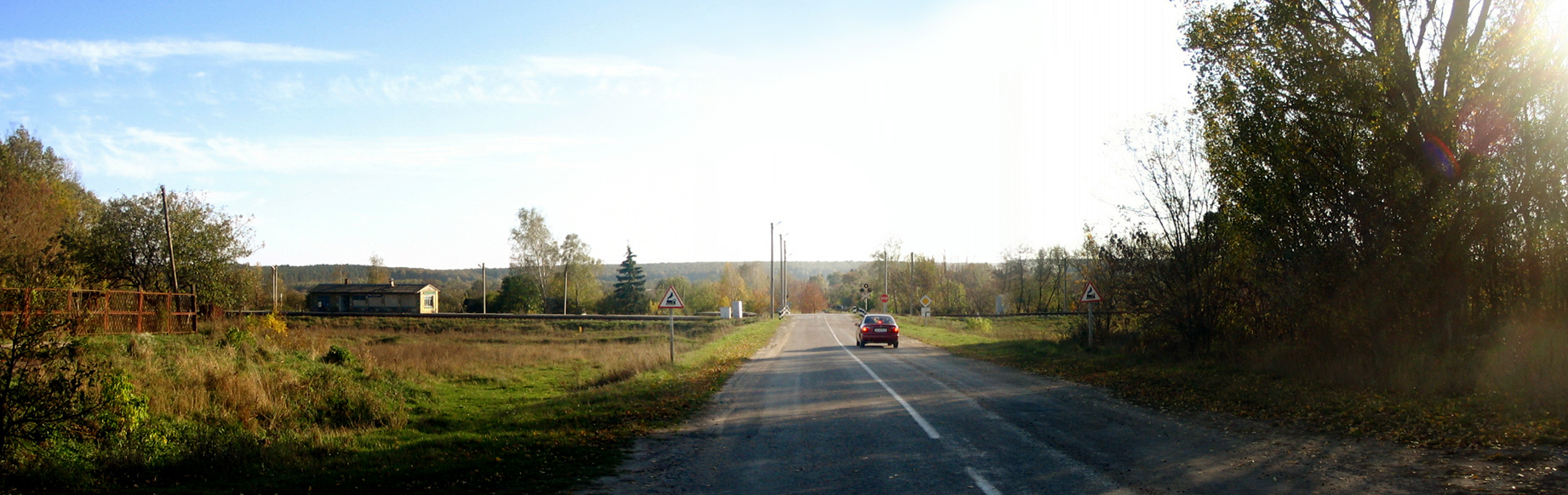
Залізнична платформа Нова Волиця. Осінь 2008